# Gonodontis
Gonodontis là một chi bướm đêm thuộc họ Geometridae. Nó còn có tên đồng nghĩa là Odontopera.

## Hình ảnh

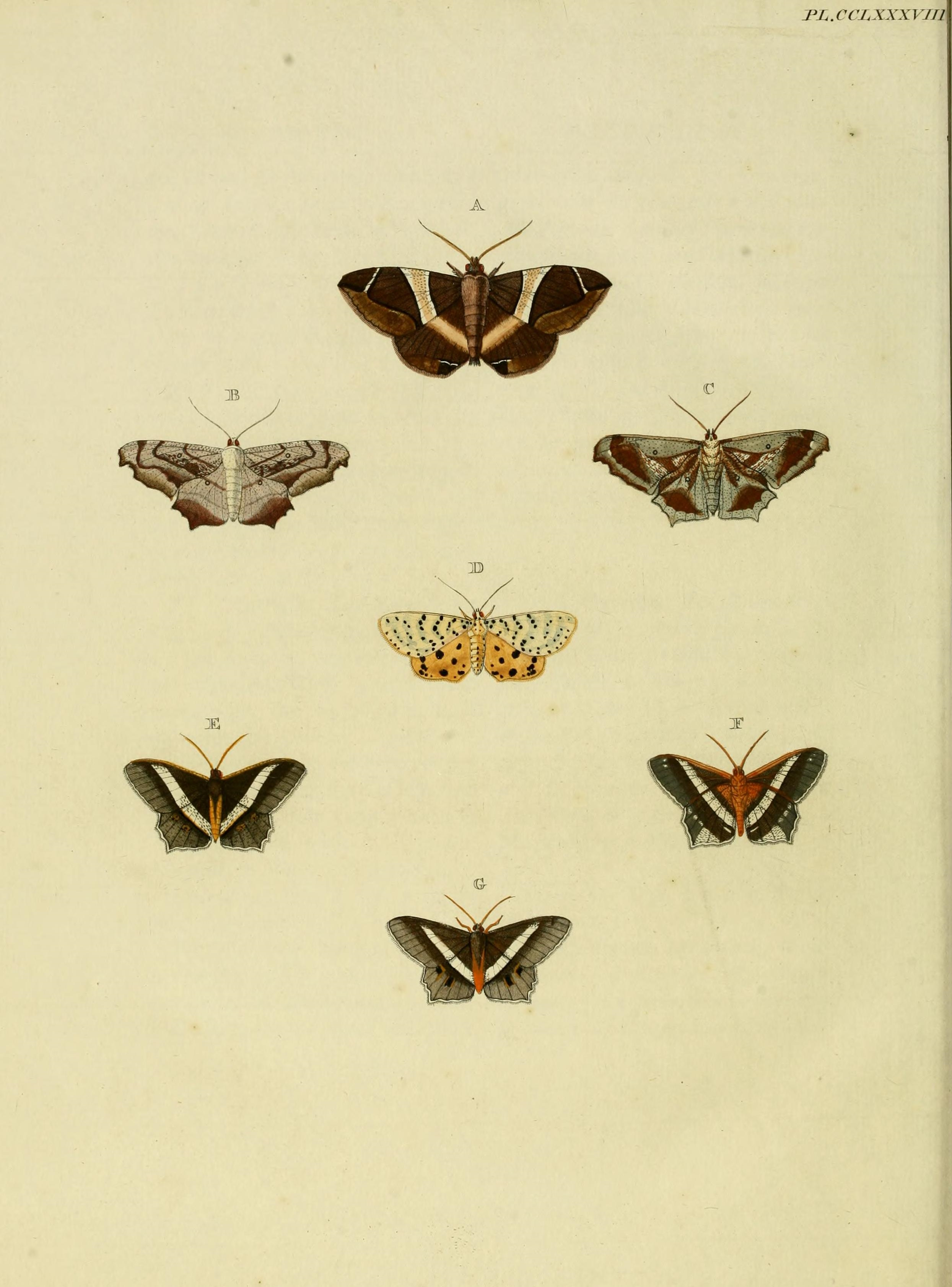
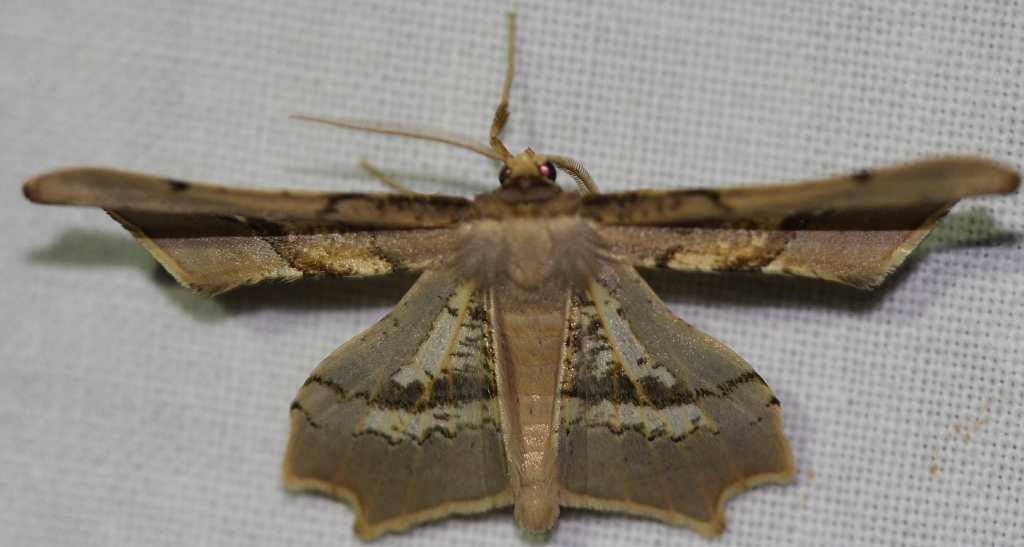

## Các loài
- Gonodontis aethocrypta
- Gonodontis clelia
- Gonodontis cleliaria
- Gonodontis diplodonta
- Gonodontis euctista
- Gonodontis orthotoma
- Gonodontis pallida
- Gonodontis rajaca
- Gonodontis stramenticea
- Gonodontis zapluta